# Венцель, Александер (1944)
Алекса́ндер Ве́нцель (Александр Венсель, чеш. Alexander Vencel, нем. Alexander Wenzel; род. 8 февраля 1944, Ильва-Маре, Венгрия) — чехословацкий футболист, чемпион Европы 1976 года.

## Карьера

### Клубная
Футболом занимался с детства в чехословацком городе Дьяковице, выступал за одноимённый городской клуб. В конце 1950-х — начале 1960-х переехал в Братиславу, где играл за клубы «Димитров» и «Слован». Карьеру игрока начал официально в 1963 году, выступая за команду «Дукла» из Комарно, курируемую Вооружёнными силами Чехословакии. В 1965 году перешёл в «Слован», где отыграл большую часть карьеры — 321 матч, из которых 132 были отыграны «на ноль». На закате своей карьеры в 1977 году перешёл в «Нитру», а затем в другой «Слован», выступавший в Австрии. Там и завершил свою карьеру.

### В сборной
В сборной выступал ровно в те же периоды, что и в братиславском «Словане» — 1965—1977 годы. В сборной он дебютировал 19 сентября 1965 в матче с Румынией, который завершился победой чехословаков со счётом 3:1. В составе сборной он отыграл только 25 матчей, однако в её составе стал чемпионом Европы 1976 года, хотя на первенстве в Югославии был только вторым вратарём после Иво Виктора.
Венцель сыграл свою первую игру на чемпионате мира 1970 года, причём соперником чехословаков была Румыния. Однако эта игра стала же стала для него последней на чемпионате мира: чехословаки проиграли Румынии 1:2, хотя гол забили уже на 5-й минуте встречи. Свой последний матч Венцель провёл 30 марта 1977 против Уэльса, который чехословаки сенсационно проиграли со счётом 0:3.

### Тренерская
В 1990-е годы Венцель-старший работал в нескольких словацких клубах, в числе которых были «ДАК 1904», трнавский «Спартак» и братиславское «Кавло». По некоторым данным, Венцель сейчас работает в «Словане».

## Достижения
- Чемпион Чехословакии: 1970, 1974, 1975
- Победитель Кубка Чехословакии: 1968, 1974
- Победитель Кубка обладателей кубков сезона 1968/69
- Чемпион Европы: 1976

## Личная жизнь
У Александра Венцеля есть сын — Александер Венцель-младший, который выступал в 1990-е годы за сборные Чехословакии и Словакии.